# USS Ross (DDG-71)
USS Ross (DDG-71) — эсминец типа «Арли Бёрк». Построен на верфи Ingalls Shipbuilding, приписан к военно-морской базе Рота, Испания.
Эсминец «Росс» назван в честь капитана Дональда К. Росса (1910—1992), награждённого Медалью Почёта за проявленный героизм во время атаки японцев на Перл-Харбор.
«Росс» оснащен боевой информационно-управляющей системой Aegis; пусковыми установками с крылатыми ракетами Tomahawk, зенитные ракеты RIM-156 SM-2 или противолодочные ракеты RUM-139 VL-Asroc; а также различным пулеметно-пушечным вооружением. Корабль может принять на борт один вертолёт Sikorsky SH-60 Seahawk.
7 апреля 2017 года эсминец участвовал в ударе крылатыми ракетами «Томагавк» по сирийской авиабазе Эш-Шайрат.